# Cryptocala fuchsii
Cryptocala fuchsii là một loài bướm đêm trong họ Noctuidae.